# Heraclia thruppi
Heraclia thruppi är en fjärilsart som beskrevs av Butler 1886. Heraclia thruppi ingår i släktet Heraclia och familjen nattflyn. Inga underarter finns listade i Catalogue of Life.